# Crise sécuritaire en Équateur
Depuis 2021, l'Équateur souffre d'une crise sécuritaire résultant de conflits entre organisations criminelles liées au trafic de drogue. Les conflits ont commencé après le mort de Jorge Luis Zambrano, chef du gang criminel Los Choneros, considéré comme l'un des plus anciens et des plus dangereux du monde. Zambrano a été assassiné le 28 décembre 2020 et sa mort a conduit les groupes criminels connus sous le nom de Los Chone Killers, Los Lobos, Los Pipos et Los Tiguerones, qui fonctionnaient comme des sous-structures de Los Choneros, à se séparer du gang et à déclencher une guerre contre leurs anciens dirigeants pour le contrôle des prisons du pays et le trafic de stupéfiants à travers une série de massacres et d'autres actes criminels. Le 11 juillet 2025, le chef du gang Los Choneros, José Adolfo Macías Villamar, accepte une demande d'extradition vers les États-Unis émanent de  la Cour nationale équatorienne. Il doit y être jugé pour trafic de drogue et contrebande d'armes.
La vague de violence a généré une forte hausse du nombre de meurtres dans le pays. En 2021, le taux d'homicides volontaires a atteint 14,04 pour 100 000 habitants (le plus élevé depuis 2011), contre un taux de 7,8 en 2020. Ces chiffres ont continué d'augmenter en 2022. La zone la plus violente du pays est celle qui regroupe les cantons de Guayaquil, Durán et Samborondón. Il a vu 53 meurtres entre janvier et février 2021 et 162 au cours de la même période de 2022.